# Cârjiți
Cârjiți é uma comuna romena localizada no distrito de Hunedoara, na região histórica da Transilvânia. A comuna possui uma área de 45.75 km² e sua população era de 699 habitantes segundo o censo de 2007.